# Ilala (huyện)
Ilala là một huyện thuộc vùng Dar es Salaam, Tanzania. Thủ phủ của huyện Ilala đóng tại Ilala. Huyện Ilala có diện tích 210 ki lô mét vuông. Đến thời điểm điều tra dân số ngày 25 tháng 8 năm 2002, huyện Ilala có dân số 634924 người.